# Olympische Sommerspiele 1996/Teilnehmer (Dänemark)
| Gelbes Symbol für Goldmedaillen mit stilisierten Olympischen Ringen | Graues Symbol für Silbermedaillen mit stilisierten Olympischen Ringen | Braundes Symbol für Bronzemedaillen mit stilisierten Olympischen Ringen |
| ------------------------------------------------------------------- | --------------------------------------------------------------------- | ----------------------------------------------------------------------- |
| 4                                                                   | 1                                                                     | 1                                                                       |

Dänemark nahm bei den Olympischen Sommerspielen 1996 in der US-amerikanischen Metropole Atlanta mit 119 Sportlern, 65 Frauen und 54 Männern, in 66 Wettbewerben in 14 Sportarten teil.
Seit 1896 war es die 22. Teilnahme Dänemarks bei Olympischen Sommerspielen.

## Flaggenträger
Der Badmintonspieler Thomas Stuer-Lauridsen trug den Dannebrog, die Flagge Dänemarks, während der Eröffnungsfeier am 19. Juli im Centennial Olympic Stadium.

## Medaillengewinner
Mit vier gewonnenen Gold-, einer Silber- und einer Bronzemedaille belegte das dänische Team Platz 19 im Medaillenspiegel.

### Gold
| Name/n | Sportart  | Wettkampf                             |
| --- | --------- | ------------------------------------- |
| Poul-Erik Høyer-Larsen | Badminton | Herren-Einzel                         |
| Thomas Poulsen, Eskild Ebbesen, Victor Feddersen und Niels Henriksen | Rudern    | Leichtgewichts-Vierer ohne Steuermann |
| Kristine Roug | Segeln    | Europe                                |
| Dorthe Tanderup, Gitte Madsen, Lene Rantala, Gitte Sunesen, Tonje Kjærgaard, Janne Kolling, Susanne Lauritsen, Conny Hamann, Anja Byrial Hansen, Anette Hoffmann, Heidi Astrup, Tina Bøttzau, Marianne Florman, Anja Jul Andersen und Camilla Andersen | Handball  | Frauen-Turnier                        |

### Silber
| Name          | Sportart  | Wettkampf     |
| ------------- | --------- | ------------- |
| Rolf Sørensen | Radrennen | Straßenrennen |

### Bronze
| Name         | Sportart | Wettkampf   |
| ------------ | -------- | ----------- |
| Trine Hansen | Rudern   | Damen-Einer |

## Teilnehmer
Die jüngste Teilnehmerin Dänemarks war die Schwimmerin Ditte Jensen mit 15 Jahren und 271 Tagen, der älteste war der Schütze Anders Lau mit 43 Jahren und 48 Tagen.
| Name                          | Alter | Geschlecht | Sportart       | Resultat(e) |
| ----------------------------- | ----- | ---------- | -------------- | --- |
| Hasan Al                      | 24    | männlich   | Boxen          | Platz 5 im Weltergewicht |
| Anja Andersen                 | 27    | weiblich   | Handball       | Gold mit der Mannschaft |
| Camilla Andersen              | 23    | weiblich   | Handball       | Gold mit der Mannschaft |
| Jan Eli Andersen              | 30    | männlich   | Segeln         | Platz 6 im Soling |
| Lene Andersson                | 28    | weiblich   | Rudern         | Platz 5 im Leichtgewichts-Doppelzweier |
| Heidi Astrup                  | 24    | weiblich   | Handball       | Gold mit der Mannschaft |
| Jan Østergaard                | 35    | männlich   | Radsport       | Platz 18 im Mountainbike-Rennen |
| Frederik Bertelsen            | 22    | männlich   | Radsport       | Platz 13 in der Mannschaftsverfolgung |
| Jan Bielecki                  | 25    | männlich   | Leichtathletik | Platz 31 in der Hammerwurf-Qualifikation |
| Anni Bissø                    | 27    | weiblich   | Schießsport    | Platz 31 Luftgewehr Platz 22 Kleinkaliber-Dreistellungskampf |
| Jens Bojsen-Møller            | 30    | männlich   | Segeln         | Platz 6 im Soling |
| Christina Bonde               | 22    | weiblich   | Fußball        | Platz 8 mit der Mannschaft |
| Tina Bøttzau                  | 24    | weiblich   | Handball       | Gold mit der Mannschaft |
| Anja Byrial Hansen            | 22    | weiblich   | Handball       | Gold mit der Mannschaft |
| Kenneth Carlsen               | 23    | männlich   | Tennis         | Platz 17 im Doppel Platz 9 im Einzel |
| Jacob Carstensen              | 17    | männlich   | Schwimmen      | Platz 14 200 Meter Freistil Platz 8 400 Meter Freistil Platz 23 über 1500 Meter Freistil                                                                                      |
| Birgit Christensen            | 20    | weiblich   | Fußball        | Platz 8 mit der Mannschaft |
| Lars Christensen              | 31    | männlich   | Rudern         | Platz 4 im Doppelzweier |
| Nina Christiansen             | 32    | weiblich   | Leichtathletik | Platz 10 im zweiten Halbfinale über 5000 Meter |
| Berit Christoffersen          | 23    | weiblich   | Rudern         | Platz 5 im Leichtgewichts-Doppelzweier |
| Morten Egeblad Christoffersen | 28    | männlich   | Segeln         | Platz 17 im Windsurfen |
| Eskild Ebbesen                | 24    | männlich   | Rudern         | Gold im Leichtgewichts-Vierer ohne Steuermann |
| Jens Eckardt                  | 28    | männlich   | Segeln         | Platz 17 im Laser |
| Karen Egdal                   | 18    | weiblich   | Schwimmen      | Platz 13 mit der 100-Meter-Freistilstaffel |
| Jens Eriksen                  | 26    | männlich   | Badminton      | Platz 9 im Doppel Platz 9 im Mixed |
| Victor Feddersen              | 28    | männlich   | Rudern         | Gold im Leichtgewichts-Vierer ohne Steuermann |
| Frederik Fetterlein           | 26    | männlich   | Tennis         | Platz 17 im Doppel Platz 17 im Einzel |
| Eva Fjellerup                 | 34    | weiblich   | Fechten        | Platz 32 im Degen-Einzel |
| Kamma Flæng                   | 20    | weiblich   | Fußball        | Platz 8 mit der Mannschaft |
| Marianne Florman              | 32    | weiblich   | Handball       | Gold mit der Mannschaft |
| Christian Frederiksen         | 31    | männlich   | Kanurennsport  | Platz 6 im Kanadier-Einer über 500 Meter |
| Torben Grimmel                | 20    | männlich   | Schießsport    | Platz 39 im Kleinkaliber liegend |
| Nils Haagensen                | 41    | männlich   | Reitsport      | Vielseitigkeit-Einzel |
| Conny Hamann                  | 26    | weiblich   | Handball       | Gold mit der Mannschaft |
| Finn Hansen                   | 41    | männlich   | Reitsport      | Platz 22 im Dressur-Einzel |
| Keld Hansen                   | 34    | männlich   | Schießsport    | Platz 37 im Trap |
| Martin Haldbo Hansen          | 27    | männlich   | Rudern         | Platz 4 im Doppelzweier |
| Trine Hansen                  | 23    | weiblich   | Rudern         | Bronze im Einer |
| Ulla Werner Hansen            | 22    | weiblich   | Rudern         | Platz 4 im Doppelvierer |
| Martin Hejlsberg              | 32    | männlich   | Segeln         | Platz 9 im Star |
| Niels Henriksen               | 30    | männlich   | Rudern         | Gold im Leichtgewichts-Vierer ohne Steuermann |
| Michael Hestbæk               | 27    | männlich   | Segeln         | Platz 9 im Star |
| Majbritt Hjortshøj            | 20    | weiblich   | Schießsport    | Platz 23 mit der Luftpistole |
| Anette Hoffmann-Møberg        | 25    | weiblich   | Handball       | Gold mit der Mannschaft |
| Rikke Holm                    | 24    | weiblich   | Fußball        | Platz 8 mit der Mannschaft |
| Jon Holst-Christensen         | 28    | männlich   | Badminton      | Platz 9 im Doppel |
| Poul-Erik Høyer Larsen        | 30    | männlich   | Badminton      | Gold im Einzel |
| Mette Jacobsen                | 23    | weiblich   | Schwimmen      | Platz 7 über 100 Meter Freistil Platz 13 mit der 100-Meter-Freistilstaffel Platz 17 über 100 Meter Rücken Platz 17 über 200 Meter Rücken Platz 8 über 100 Meter Schmetterling |
| Christian Jakobsen            | 24    | männlich   | Badminton      | Platz 9 im Doppel Platz 9 im Mixed |
| Ann Jørgensen                 | 22    | weiblich   | Badminton      | Platz 5 im Doppel |
| Claus Jørgensen               | 22    | männlich   | Leichtathletik | Platz 29 über 20 Kilometer Gehen |
| Ditte Jensen                  | 15    | weiblich   | Schwimmen      | Platz 13 mit der 100-Meter-Freistilstaffel Platz 13 mit der 200-Meter-Freistilstaffel                                                                                         |
| Helle Jensen                  | 27    | weiblich   | Fußball        | Platz 8 mit der Mannschaft |
| Jette Jeppesen                | 32    | weiblich   | Leichtathletik | Platz 23 in der Speerwurf-Qualifikation |
| Brian Johansen                | 24    | männlich   | Boxen          | Platz 17 im Mittelgewicht |
| Gitte Karlshøj                | 37    | weiblich   | Leichtathletik | Marathon |
| Tonje Kjærgaard               | 21    | weiblich   | Handball       | Gold mit der Mannschaft |
| Helene Kirkegaard             | 25    | weiblich   | Badminton      | Platz 4 im Doppel Platz 9 im Mixed |
| Lisbet Kolding                | 31    | weiblich   | Fußball        | Platz 8 mit der Mannschaft |
| Janne Kolling                 | 28    | weiblich   | Handball       | Gold mit der Mannschaft |
| Lennie Kristensen             | 28    | männlich   | Radsport       | Platz 7 im Mountainbike-Rennen |
| Gitte Krogh                   | 19    | weiblich   | Fußball        | Platz 8 mit der Mannschaft |
| Dorthe Larsen                 | 26    | weiblich   | Fußball        | Platz 8 mit der Mannschaft |
| Anders Lau                    | 43    | männlich   | Schießsport    | Platz 20 mit der Schnellfeuerpistole |
| Susanne Munk Lauritsen        | 28    | weiblich   | Handball       | Gold mit der Mannschaft |
| Sarah Lauritzen               | 20    | weiblich   | Rudern         | Platz 4 im Doppelvierer |
| Annette Laursen               | 21    | weiblich   | Fußball        | Platz 8 mit der Mannschaft |
| Jens Harskov Loczi            | 32    | männlich   | Schießsport    | Platz 28 im Kleinkaliber-Dreistellungskampf Platz 26 im Kleinkaliber liegend                                                                                                  |
| Thomas Lund                   | 27    | männlich   | Badminton      | Platz 9 im Doppel |
| Bonny Madsen                  | 28    | weiblich   | Fußball        | Platz 8 mit der Mannschaft |
| Gitte Madsen                  | 27    | weiblich   | Handball       | Gold mit der Mannschaft |
| Jimmi Madsen                  | 27    | männlich   | Radsport       | Platz 13 in der Mannschaftsverfolgung |
| Lene Madsen                   | 23    | weiblich   | Fußball        | Platz 8 mit der Mannschaft |
| Camilla Martin                | 22    | weiblich   | Badminton      | Platz 5 im Einzel |
| Susanne Meyerhoff             | 22    | weiblich   | Schießsport    | Platz 15 mit der Luftpistole Platz 34 mit der Sportpistole |
| Lars Michaelsen               | 27    | männlich   | Radsport       | Platz 42 im Straßenrennen |
| Mia Muusfeldt                 | 16    | weiblich   | Schwimmen      | Platz 36 mit der 200-Meter-Freistilstaffel |
| Anne Dot Eggers Nielsen       | 20    | weiblich   | Fußball        | Platz 8 mit der Mannschaft |
| Mette Nørskov Nielsen         | 21    | weiblich   | Schwimmen      | Platz 28 über 50 Meter Freistil Platz 13 mit der 100-Meter-Freistilstaffel |
| Michael Steen Nielsen         | 21    | männlich   | Radsport       | Platz 13 in der Mannschaftsverfolgung |
| Thor Nielsen                  | 37    | männlich   | Kanurennsport  | Platz 9 im Kajak-Zweier über 500 Meter Platz 6 im Kajak-Zweier über 1000 Meter                                                                                                |
| Arne Nielsson                 | 34    | männlich   | Kanurennsport  | Platz 3 im ersten Halbfinale im Kanadier-Einer über 1000 Meter |
| Lotte Olsen                   | 29    | weiblich   | Badminton      | Platz 5 im Doppel Platz 9 im Mixed |
| Rikke Olsen                   | 21    | weiblich   | Badminton      | Platz 4 im Doppel Platz 5 im Mixed |
| Dorthe Pedersen               | 18    | weiblich   | Rudern         | Platz 4 im Doppelvierer |
| Merete Pedersen               | 23    | weiblich   | Fußball        | Platz 8 mit der Mannschaft |
| Christina Petersen            | 21    | weiblich   | Fußball        | Platz 8 mit der Mannschaft |
| Jan Bo Petersen               | 25    | männlich   | Radsport       | Platz 18 im Punktefahren |
| Lars Petersen                 | 30    | männlich   | Reitsport      | Platz 12 im Dressur-Einzel |
| Jakob Piil                    | 23    | männlich   | Radsport       | Platz 13 in der Mannschaftsverfolgung |
| Inger Pors Olsen              | 30    | weiblich   | Rudern         | Platz 4 im Doppelvierer |
| Thomas Poulsen                | 26    | männlich   | Rudern         | Gold im Leichtgewichts-Vierer ohne Steuermann |
| Berit Puggaard                | 23    | weiblich   | Schwimmen      | Platz 13 mit der 200-Meter-Freistilstaffel |
| Renata Pytełewska-Nielsen     | 30    | weiblich   | Leichtathletik | Weitsprung-Qualifikation |
| Britt Raaby                   | 18    | weiblich   | Schwimmen      | Platz 25 über 400 Meter Freistil Platz 13 mit der 200-Meter-Freistilstaffel                                                                                                   |
| Lene Rantala                  | 27    | weiblich   | Handball       | Gold mit der Mannschaft |
| Ole Riber Rasmussen           | 40    | männlich   | Schießsport    | Platz 4 im Skeet |
| Bjarne Riis                   | 32    | männlich   | Radsport       | Platz 87 im Straßenrennen Platz 14 im Zeitfahren |
| Kristine Roug                 | 21    | weiblich   | Segeln         | Gold im Europe |
| Michael Søgaard               | 27    | männlich   | Badminton      | Platz 5 im Mixed Platz 9 im Doppel |
| Anne Søndergaard              | 23    | weiblich   | Badminton      | Platz 17 im Einzel |
| Brian Holm Sørensen           | 33    | männlich   | Radsport       | Platz 40 im Straßenrennen |
| Jesper Skibby                 | 32    | männlich   | Radsport       | Platz 11 im Straßenrennen |
| Sophia Skou                   | 20    | weiblich   | Schwimmen      | Platz 11 über 100 Meter Schmetterling Platz 9 über 200 Meter Schmetterling |
| Rolf Sørensen                 | 31    | männlich   | Radsport       | Silber im Straßenrennen |
| Jesper Møllegaard Staal       | 24    | männlich   | Kanurennsport  | Platz 9 im Kajak-Zweier über 500 Meter Platz 6 im Kajak-Zweier über 1000 Meter                                                                                                |
| Lisbet Stuer-Lauridsen        | 27    | weiblich   | Badminton      | Platz 5 im Doppel |
| Thomas Stuer-Lauridsen        | 25    | männlich   | Badminton      | Platz 9 im Einzel |
| Gitte Sunesen                 | 24    | weiblich   | Handball       | Gold mit der Mannschaft |
| Henrik Svarrer                | 32    | männlich   | Badminton      | Platz 9 im Doppel |
| Anne Dorthe Tanderup          | 24    | weiblich   | Handball       | Gold mit der Mannschaft |
| Lene Terp                     | 23    | weiblich   | Fußball        | Platz 8 mit der Mannschaft |
| Marlene Thomsen               | 25    | weiblich   | Badminton      | Platz 5 im Doppel |
| Britta Vestergaard            | 21    | weiblich   | Schwimmen      | Platz 13 mit der 200-Meter-Freistilstaffel Platz 14 über 200 Meter Lagen Platz 20 über 400 Meter Lagen                                                                        |
| Martin Voss                   | 28    | männlich   | Leichtathletik | Platz 26 in der Stabhochsprung-Qualifikation |
| Susanne Ward                  | 22    | weiblich   | Segeln         | Platz 6 im 470er |
| Michaëla Ward-Meehan          | 25    | weiblich   | Segeln         | Platz 6 im 470er |
| Bjørn Westergaard             | 33    | männlich   | Segeln         | Platz 6 im Soling |
| Stig Westergaard              | 32    | männlich   | Segeln         | Platz 6 im Soling |